# Municipio de Springfield (condado de Cedar)
El municipio de Springfield (en inglés: Springfield Township) es un municipio ubicado en el condado de Cedar en el estado estadounidense de Iowa. En el año 2010 tenía una población de 1122 habitantes y una densidad poblacional de 11,49 personas por km².

## Geografía
El municipio de Springfield se encuentra ubicado en las coordenadas 41°49′1″N 90°57′21″O / 41.81694, -90.95583. Según la Oficina del Censo de los Estados Unidos, el municipio tiene una superficie total de 97.62 km², de la cual 97,62 km² corresponden a tierra firme y (0 %) 0 km² es agua.

## Demografía
Según el censo de 2010, había 1122 personas residiendo en el municipio de Springfield. La densidad de población era de 11,49 hab./km². De los 1122 habitantes, el municipio de Springfield estaba compuesto por el 98,75 % blancos, el 0,27 % eran afroamericanos, el 0,18 % eran amerindios, el 0,18 % eran asiáticos, el 0,27 % eran de otras razas y el 0,36 % eran de una mezcla de razas. Del total de la población el 1,69 % eran hispanos o latinos de cualquier raza.